# 佐藤凌 (陸上選手)
佐藤 凌（さとう りょう、1994年7月21日 - ）は、日本の陸上選手。走高跳を専門とする。
2019年の世界陸上選手権の男子走高跳に出場した。

## 経歴
新潟県長岡市出身。秋葉中学校、東大阪大学柏原高等学校、東海大学卒業。卒業後は東日印刷に就職した。
2020年3月1日に新潟アルビレックスランニングクラブに入団し、2021年6月末日に退団した。その後はタカトミに所属した。